# Riodades
Riodades est une freguesia portugaise située à proximité de São João da Pesqueira dont la superficie était de 19,20 km2 et qui comptait en 2001 567 habitants. Sa densité de population est de 29,5 hab/km2.